# Cynanchum trollii
Cynanchum trollii är en oleanderväxtart som beskrevs av S. Liede och U. Meve. Cynanchum trollii ingår i släktet Cynanchum och familjen oleanderväxter. Inga underarter finns listade i Catalogue of Life.